# Sebt
Sebt là một đô thị thuộc tỉnh Tiaret, Algérie. Dân số thời điểm năm 2002 là 1.283 người.